# Podúsek 1./X. Zaječiny

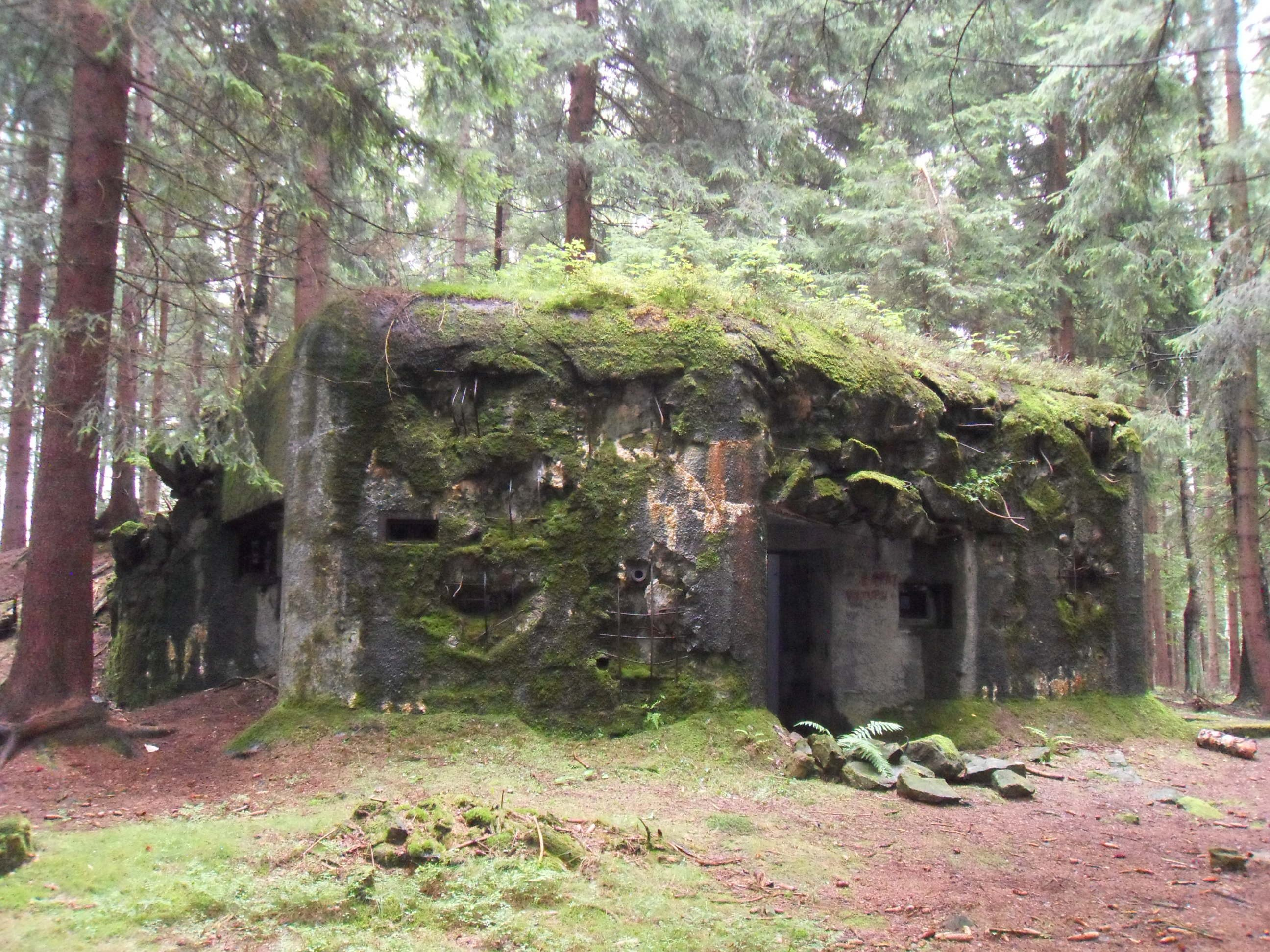
Pěchotní srub R-S 59 „V polomu“

Stavební podúsek 1./X. Zaječiny vznikl při stavbě těžkých objektů československého opevnění v letech 1937–1938 ve východních Čechách poblíž Klášterce nad Orlicí. Podúsek byl zadán ke stavbě mladoboleslavské firmě Hráský & Jenč dne 12. ledna 1937. Vyprojektováno a postaveno bylo celkem 11 pěchotních srubů, jež byly obsazeny II./19. hraničářským praporem.

## Základní údaje
Ženijní skupinové velitelství X Rokytnice v Orlických horách zadalo stavbu podúseku 1./X. firmě Hráský & Jenč, Mladá Boleslav dne 12. ledna 1937. Prvním pracovním dnem se stal 17. duben 1937 a výstavba všech 11 těžkých objektů měla trvat maximálně 200 dní, zadávací částka činila 5 238 411,85 Kč. Velitelem podúseku byl ustanoven škpt. žen. Cyril Dvořák, stavbyvedoucím se stal por. stav. Alois Linhart.
Střežení budovaných objektů zajišťoval strážní prapor I. z Rokytnice v Orlických horách pod velením mjr. pěch. Jana Prágra, který byl zřízen 15. června 1937 a zrušen 1. května 1938. Z jeho příslušníků byly následně vytvořeny II. a III. prapor hraničářského pluku 19. V září 1938 byl prostor podúseku Zaječiny obsazen částí II. praporu (zatímní velitel škpt. pěch. František Cerman) hraničářského pluku 19, který byl podřízen Hraniční oblasti 35.

## Průběh linie
Stavební firmě bylo zadáno 11 pěchotních srubů označených R-S 54 – R-S 64. Původně byl podúsek projektován Ženijním skupinovým velitelstvím III Králíky, dodatečně však bylo pro urychlení prací zřízeno samostatné ŽSV v Rokytnici, pod které připadly čtyři západní podúseky v Orlických horách.
Linie stavěná v rámci podúseku 1./X. začíná v údolí Divoké Orlice, v tzv. Zemské bráně, severně od Klášterce nad Orlicí, kde se nachází srub R-S 54, jenž brání úzké říční údolí, na jehož druhé straně končí podúsek 7./III. Jedlina. V lesích nad ním je umístěn objekt R-S 55, kterým začíná řádná linie vedoucí Žamberskými lesy na severozápad. Většina objektů se nachází nedaleko červeně značené Jiráskovy cesty. Podúsek končí srubem R-S 64 nedaleko Předního kopce, který se jako jediný z celého podúseku nachází západně silnice spojující Kunvald a Bartošovice v Orlických horách. Dále na něj navazuje podúsek 2./X. Kunvald.

## Seznam objektů
Pozn.: Objekty jsou řazeny od východu na západ.
| Snímek               | Další snímky                                                   | Označení | Název         | Odolnost | Datum betonáže               | Osazení zvonů              | Umístění                        | Poznámky      |
| -------------------- | -------------------------------------------------------------- | -------- | ------------- | -------- | ---------------------------- | -------------------------- | ------------------------------- | ------------- |
| R-S 54 Na potoku     | Kategorie „R-S 54 Na potoku casemate“ na Wikimedia Commons     | R-S 54   | Na potoku     | 2        | 22.–26. listopadu 1937       | 31. ledna – 4. února 1938  | 50°8′9″ s. š., 16°34′26″ v. d.  | jednopodlažní |
| R-S 55 Na palouku    | Kategorie „R-S 55 Na palouku casemate“ na Wikimedia Commons    | R-S 55   | Na palouku    | 2        | 2.–5. prosince 1937          | 26.–29. ledna 1938         | 50°8′14″ s. š., 16°34′15″ v. d. |               |
| R-S 56 Na křižovatce | Kategorie „R-S 56 Na křižovatce casemate“ na Wikimedia Commons | R-S 56   | Na křižovatce | 2        | 10.–13. listopadu 1937       | 20. ledna 1938             | 50°8′19″ s. š., 16°34′4″ v. d.  |               |
| R-S 57 U studánky    | Kategorie „R-S 57 U studánky casemate“ na Wikimedia Commons    | R-S 57   | U studánky    | 2        | 6.–9. října 1937             | 5.–15. ledna 1938          | 50°8′31″ s. š., 16°33′47″ v. d. |               |
| R-S 58 Na svahu      | Kategorie „R-S 58 Na svahu casemate“ na Wikimedia Commons      | R-S 58   | Na svahu      | 2        | 13.–16. října 1937           | 22.–23. prosince 1937      | 50°8′41″ s. š., 16°33′38″ v. d. |               |
| R-S 59 V polomu      | Kategorie „R-S 59 V polomu casemate“ na Wikimedia Commons      | R-S 59   | V polomu      | 2        | 20.–22. října 1937           | 20. prosince 1937          | 50°8′47″ s. š., 16°33′12″ v. d. |               |
| R-S 60 Na cestě      | Kategorie „R-S 60 Na cestě casemate“ na Wikimedia Commons      | R-S 60   | Na cestě      | 2        | 29. září – 2. října 1937     | 15. prosince 1937          | 50°8′58″ s. š., 16°32′56″ v. d. |               |
| R-S 61 Na kopečku    | Kategorie „R-S 61 Na kopečku casemate“ na Wikimedia Commons    | R-S 61   | Na kopečku    | 2        | 30. srpna – 2. září 1937     | 19. prosince 1937          | 50°9′2″ s. š., 16°32′38″ v. d.  |               |
| R-S 62 Na stráni     | Kategorie „R-S 62 Na stráni casemate“ na Wikimedia Commons     | R-S 62   | Na stráni     | II       | 16.–23. září 1937            | 30. dubna – 7. května 1938 | 50°9′3″ s. š., 16°32′22″ v. d.  |               |
| R-S 63 Centrála      | Kategorie „R-S 63 Centrála casemate“ na Wikimedia Commons      | R-S 63   | Centrála      | II       | 18.–24. srpna 1937           | 25.–27. dubna 1938         | 50°9′10″ s. š., 16°32′ v. d.    |               |
| R-S 64 V oboře       | Kategorie „R-S 64 V oboře casemate“ na Wikimedia Commons       | R-S 64   | V oboře       | 2        | 30. července – 4. srpna 1937 | 19. dubna 1938             | 50°9′21″ s. š., 16°31′51″ v. d. |               |